# Aïn El Melh
Aïn El Melh est une commune de la wilaya de M'Sila en Algérie. L'agglomération, chef lieu de commune, située à 50 km au sud de Bou-Saâda, est également siège de daïra.

## Géographie
La commune est située dans la région des monts des Ouled Naïl et du Zab. Aïn El Melh est située à une altitude de 900 a 1200 m dans une plaine à caractère semi désertique, caillouteuse. L'alfa, le chih et les autres herbes steppiques y occupent presque toute la surface.
Le climat est semi-aride sec et froid. Les pluies sont faibles.

## Administration

### Gestion locale
En juillet 2020, le maire de la ville, est poursuivi pour « abus de pouvoir, dilapidation de deniers publics et trafic d’influence »,  est placé en détention provisoire.

## Économie
les principales activités sont pastorale et maraîchère . Grand marché hebdomadaire d ovidés et capridés venant de tout le pays

## Services publics

### Éducation
ain el melh dispose d un lycée d enseignement général, de plusieurs c.e.m et d autres pôles d enseignement technologique.